# Tomasz Maria Gruszecki
Tomasz Maria Gruszecki (ur. 1950 w Zamościu) – polski zootechnik, specjalista w zakresie hodowli owiec, prof. dr hab.

## Życiorys
W 1973 ukończył studia na Wydziale Zootechnicznym Akademii Rolniczej w Lublinie. W międzyczasie (1972) zaczął pracować w Zakładzie Hodowli Owiec swojej uczelni (Instytut Hodowli i Technologii Produkcji Zwierzęcej). Doktoryzował się z nauk rolniczych na Wydziale Zootechnicznym lubelskiej AR (1980, tytuł pracy doktorskiej: "Wpływ wczesnego użytkowania rozpłodowego jarek owcy nizinnej na ich rozwój i produkcyjność"). Habilitował się w 1991 (kolokwium habilitacyjne i rozprawa "Określenie przydatności maciorek polskiej owcy nizinnej w typie owcy uhruskiej do krzyżowania towarowego z trykami ras mięsnych"). Odbył staże w USA, na Uniwersytecie Stanu Pensylwania i South Dakota State University, jak również na Akademii Rolniczej w Poznaniu, u prof. Zdzisława Śliwy.

## Zainteresowania badawcze
Do głównych zainteresowań badawczych należą:
- mięsne użytkowanie małych przeżuwaczy,
- rozród małych przeżuwaczy,
- wykorzystywanie małych przeżuwaczy w ochronie przyrody,
- zrównoważony rozwój obszarów wiejskich,
- ochrona zasobów genetycznych zwierząt gospodarskich[2].

W jego dorobku istotne są badania nad tworzeniem nowych typów i linii syntetycznych owiec. Był w tym zakresie współpracownikiem takich profesorów jak Adam Domański, Tadeusz Efner i Czesława Lipecka, z którymi współtworzył owcę uhruską. Na jej bazie w początku lat 80. XX wieku współwytworzył dwie rasy owiec (bcp i scp). Odegrał kluczową rolę w restytucji kozy sandomierskiej, ratując tę rasę przez wyginieciem. Propagował, jako pionier, technikę ultrasonograficzną w celu przeżyciowego szacowania składu tkankowego owiec w Polsce. W końcu lat 90. XX wieku zainicjował badania na temat produkcji żywca jagnięcego w warunkach chowu ekstensywnego. Współtworzył regionalny produkt "Jagnięcina z Lubelszczyzny". Przyczynił się do wprowadzenia ekstensywno-pielęgnacyjnego wypasu owiec w parkach narodowych: Roztoczańskim i Poleskim, jak również na obszarach Natura 2000. Stworzył stacje badawcze Besku i Uhrusku.

## Osięgnięcia
W 2015 otrzymał Medal im. Profesora Tadeusza Vetulaniego (głównie za stworzenie owcy uhruskiej i restytucję kozy sandomierskiej). Do 2023 uczestniczył w realizacji 25 grantów badawczych (dziesięcioma kierował). Jest autorem lub współautorem około pięciuset opracowań naukowych, w tym szesnastu monografii i dziesięciu podręczników, promotorem pięciu przewodów doktorskich, recenzentem 22 dysertacji, dwunastu przewodów habilitacyjnych oraz trzynastu wniosków o tytuł profesora. Promował 105 prac magisterskich i inżynierskich (recenzował 144). Jest uznawany za kreatora poznańskiej szkoły owczarskiej, jednej z najbardziej aktywnych w Polsce i silnie osadzonej w środowisku międzynarodowym.
W latach 1996–2002 był prodziekanem ds. studenckich na AR w Poznaniu. Od 2002 do 2008 pełnił funkcję dziekana Wydziału Biologii i Hodowli Zwierząt. W latach 2018–2020 był dyrektorem Instytutu Hodowli Zwierząt i Ochrony Bioróżnorodności. Od 2006 do 2020 kierował Katedrą Hodowli Małych Przeżuwaczy i Doradztwa Rolniczego.
W latach 2017–2020 był członkiem Centralnej Komisji ds. Stopni i Tytułów Naukowych. Od 2019 jest członkiem Rady Doskonałości Naukowej. Od 2015 do 2018 pozostawał wiceprzewodniczącym Komitetu Nauk Zootechnicznych PAN, a w latach 2014-2021 wiceprezesem Polskiego Towarzystwa Zootechnicznego. W 2011 został członkiem Rady Hodowlanej Polskiego Związku Owczarskiego. W latach 90. XX wieku był krajowym koordynatorem European Association of Animal Production.Za swoją działalność, prof. Gruszecki został wyróżniony Złotym i Srebrnym Krzyżem Zasługi, Złotym Medalem za Długoletnią Służbę, Medalem Komisji Edukacji Narodowej oraz Odznaką Zasłużony Pracownik Rolnictwa, 17 listopada 2022 otrzymał doktorat honoris causa UPP.